# جول إليرمان
جول إليرمان (بالهولندية: Juul Ellerman؛ مواليد 7 أكتوبر 1965) هو لاعب كرة قدم هولندي سابق، كان يلعب في مركز الجناح والمهاجم الصريح.

## مسيرته الكروية
بدأ إليرمان مسيرته الاحترافية في سبارتا روتردام وانتقل إلى آيندهوفن في عام 1988. سجل هدفين في الفوز بكأس أوروبا 1989–90 بنتيجة 5–1 على وصيف العام السابق ستيوا بوخارست حيث سجل روماريو هاتريك. وهو صاحب أول هاتريك في عصر دوري أبطال أوروبا، حيث سجل في 16 سبتمبر 1992 لصالح آيندهوفن ضد جالغيريس في مباراة الفوز 6–0. في عام 1994، تم التخلي عن إليرمان من قبل آيندهوفن إلى تفينتي أنشخيدة ليحل محل بودوين بالبلاتز الذي انتقل في الاتجاه المعاكس. عانى من إصابة خطيرة في الركبة وانضم إلى إن إي سي نيميخن في عام 1997 بعد أن قال هانس ماير مدرب تفينتي إنه لم يعد بحاجة إلى خدمات إيلرمان بعد الآن.
اعتزل في عام 2002 أثناء لعبه مع هيلموند سبورت.

## مسيرته الدولية
لعب مع المنتخب الوطني تحت 21 سنة وشارك لأول مرة مع منتخب هولندا الأول في مباراة ودية في يناير 1989 ضد إسرائيل. لعب 5 مباريات دولية، ولم يسجل أي أهداف. آخر مباراة دولية له كانت ودية في سبتمبر 1991 ضد بولندا.

## الإنجازات
آيندهوفن
- الدوري الهولندي الممتاز (3): 1988–89، 1990–91، 1991–92
- كأس هولندا (2): 1988–89، 1989–90
- كأس السوبر الهولندي (1): 1992

## وصلات خارجية
- جول إليرمان على موقع الاتحاد الأوربي (الإنجليزية)
- جول إليرمان على موقع قاعدة بيانات كرة القدم.إي يو (الإنجليزية)
- جول إليرمان على موقع ناشيونال فوتبول تيمز (الإنجليزية)